# Xuthodes apicalis
Xuthodes apicalis là một loài bọ cánh cứng trong họ Cerambycidae.